# Karl Geary
Karl Geary est un acteur américain d’origine irlandaise, né à Dublin le 31 mai 1972.
Il a fait des apparitions dans plusieurs séries et films, tels que Sex and the City, Hamlet et Jimmy's Hall.

## Filmographie
- 1998 : Sex and the City : Tommy, le portier de l'immeuble de Charlotte
- 2003 : Mimic 3 : Sentinel : Marvin
- 2016 : I Am Not a Serial Killer de Billy O'Brien  : Dr. Grant Neblin

## Publication
- Vera, Paris, Éditions Payot & Rivages, 2017, 276 p.  (ISBN 978-2-7436-4055-2)